# Печорская железная дорога

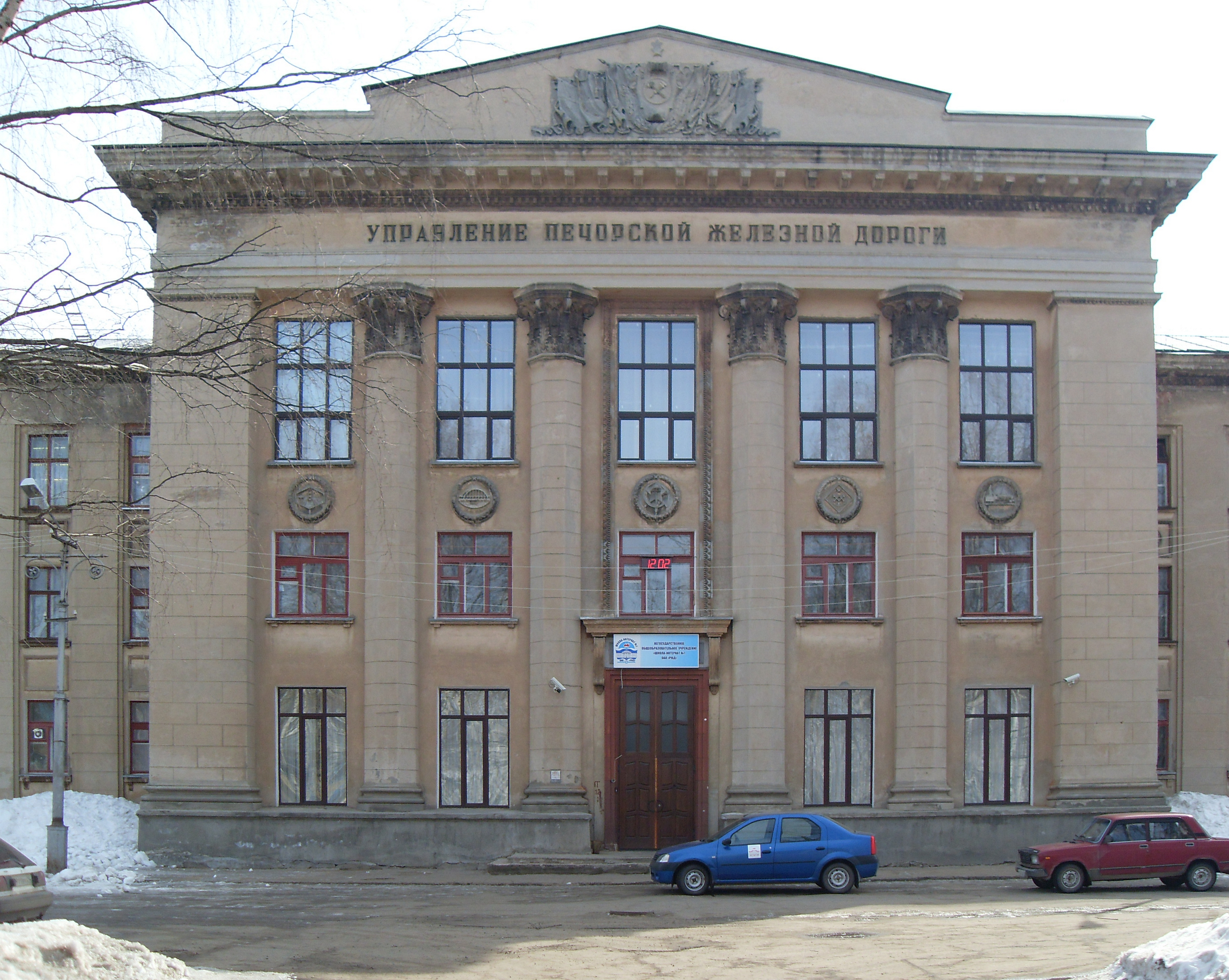
Здание, в котором ранее находилось управление Печорской железной дороги, г. Котлас

Печо́рская желе́зная доро́га — существовавшее в СССР территориальное подразделение Министерства путей сообщения по управлению железнодорожным транспортом. Дорога, как управленческая и административная структура была образована в июне 1942 года, и до 1947 года называлась Северо-Печорская железная дорога. 
Общая протяжённость дороги на 1954 год составляла 1953 км. Управление осуществлялось на территории Кировской и Архангельской областей и Коми АССР. Управление дороги находилось в городе Котлас. В управлении дороги входили линии Коноша — Котлас — Воркута и участок Гирсово — Котлас.

## История
Отдельные участки Гирсово — Котлас в 1897—1899 годах и Коноша — Вельск в 1929—1934 годах были построены ранее как Котласская линия Пермь-Котласской железной дороги и лесовозная линия местного значения соответственно.

### Строительство железной дороги Котлас — Воркута
Строительство железной дороги Котлас — Воркута началось в 1937 году и закончилось 28 декабря 1941 года, когда был достроен последний участок Кожва — Воркута и открылось рабочее движение поездов. 
14 мая 1940 года был издан приказ НКВД СССР «О строительстве Северо-Печорской железной дороги» (приложение: основные технические условия проектирования железнодорожной магистрали Котлас — Воркута). Линии Печорской железной дороги были построены заключёнными ГУЛАГа в основном в годы Второй мировой войны. 
Донбасс всё еще находился под контролем гитлеровской Германии, а Мосбасс лежал в развалинах, поэтому центральным районам страны (до этого потреблявшим в основном уголь этих бассейнов) приходилось использовать уголь Кузбасса, привозившийся за несколько тысяч километров. Ближе находился Печорский угольный бассейн, что обусловило быстрые темпы постройки железной дороги и развёртывания горных работ. Постройка дороги способствовала освоению месторождений нефти, угля, лесных ресурсов Севера. 

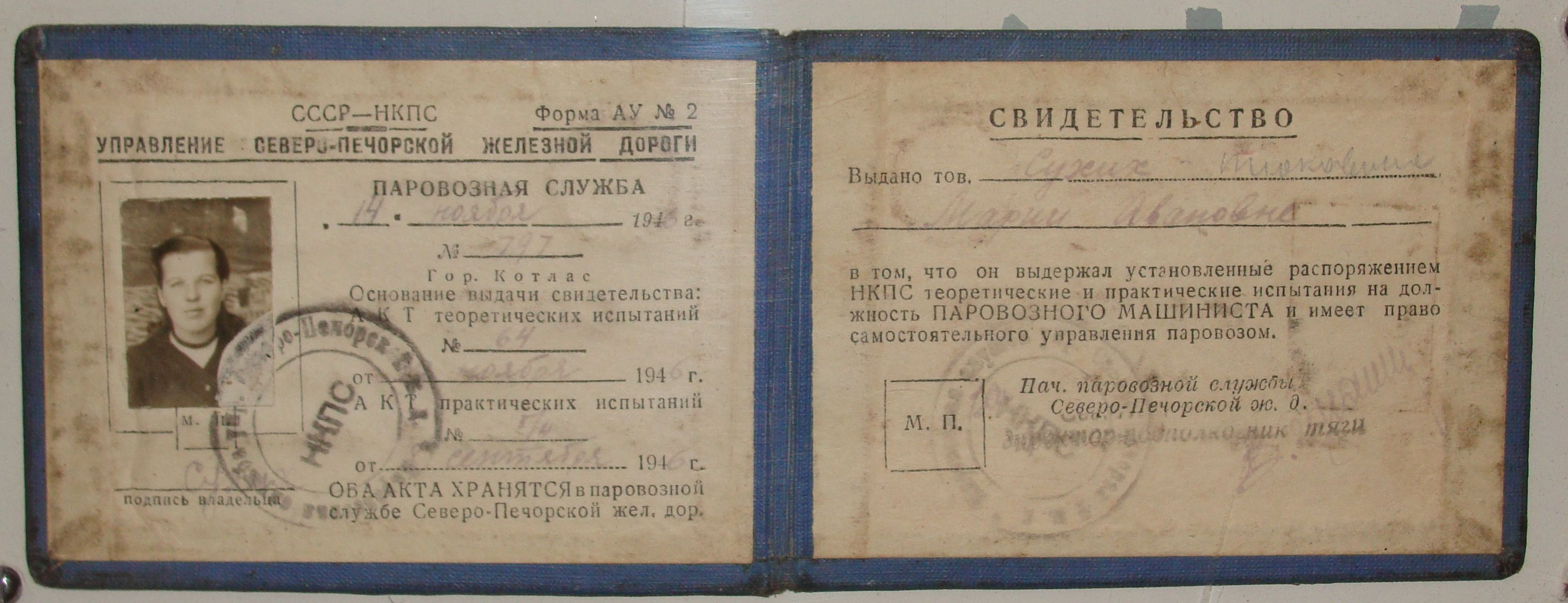
Свидетельство машиниста, выданное управлением Северо-Печорской железной дороги

Основной груз, перевозимый дорогой: каменный уголь, нефть, лес, минеральные строительные материалы.
На дороге издавалась многотиражная газета «Печорская магистраль».
Для завершения строительства железной дороги в срочном порядке были демонтированы и переброшены в Коми АССР конструкции строившегося в то время в Москве Дворца Советов, а также один из мостов через канал Москва — Волга.

#### Участки строящейся железной дороги
Участки строительства и сроки произведения работ:
- Котлас — река Вычегда (Мадмас?) с 1 ноября 1938 года по 1 декабря 1939 года. Постоянная эксплуатация с 1 октября 1941 года;
- река Вычегда — Княжпогост с 1 июня 1938 года по 1 мая 1939 года. Эксплуатация с 1 мая 1941 года;
- Княжпогост — Чибью (Ухта?) в 1937 году по 1 декабря 1938 года. Эксплуатация с 1 ноября 1941 года;
- Чибью — Кочмес с 1 июля 1939 года по 1 ноября 1941 года. Эксплуатация с 1 ноября 1941 года;
- Кочмес — Абезь с 1 июля 1939 года до навигации 1940 года. Эксплуатация с 1 ноября 1941 года;
- Абезь — Воркута с 1 июля 1938 года до навигации 1940 года. Эксплуатация с 1 ноября 1941 года.

Железнодорожную линию Коноша — Котлас протяженностью (367 км) строил Севдвинлаг, образованный 25 сентября 1940 года. 7 марта 1942 года в Котлас пришёл первый поезд.

### В составе Северной железной дороги
В 1959 году Печорская железная дорога вошла в состав Северной железной дороги.
Сейчас бывшая территория Печорской железной дороги входит в территорию Сольвычегодского (Вельская, Кулойская, Котласская и Сольвычегодская дистанции) и Сосногорского (от станции Микунь до станции Воркута) регионов Северной железной дороги.